# Javier Nart Peñalver
Javier Nart Peñalver, també conegut com a Xavier Nart nascut a Laredo (Santander) el 1947, és un advocat, polític, ex-corresponsal de guerra i escriptor espanyol. Actualment és diputat al Parlament Europeu, escó que va obtenir amb Ciutadans, tot i que posteriorment es va donar de baixa del partit.

## Trajectòria periodística
Tot i que va néixer a Laredo (Santander), des de nen va viure a Bilbao. La seva trajectòria professional comença en la seva etapa com a corresponsal de guerra, l'any 1977, a les zones amb més conflictivitat del planeta: a Nicaragua durant la Revolució Sandinista, al Iemen, a Zimbabwe, al Líban, a Palestina, a Cambodja, a Laos, a l'Iran, a l'Iraq o al Txad entre d'altres.
Posteriorment es va convertir en el promotor i el relator de la Comissió de Juristes Espanyols als territoris ocupats a Palestina i va assumir el càrrec d'assessor en temes de política internacional a la Presidència del Govern i al Ministeri d'Afers Exteriors entre el 1984 i el 1988.
Present a la televisió espanyola des de finals dels anys 80, ha sabut aprofitar la seva notable capacitat dialèctica destacant en diversos espais de debat i tertúlia de diferents canals de televisió.
Els seus inicis en el periodisme televisiu es remunten al programa Tribunal Popular de TVE (1989-1991), on setmanalment se simulava un judici contra una causa d'actualitat i on Javier Nart assumia el rol de fiscal davant de Ricardo Fernández Deu, que feia d'advocat defensor.
Posteriorment va participar en l'espai de debat del programa Moros y cristianos de Telecinco (1997-2001); al programa Al descubierto d'Antena 3 (2001; i a la tertúlia política del programa de María Teresa Campos Día a día, també a Telecinco (2000-2004). També ha participat en altres programes com La Ley del Jurado, Audiencia Pública, Crónicas Marcianas o Panorama de Actualidad.
A la ràdio participa des dels anys noranta a la tertúlia del programa Protagonistas de Luis del Olmo.
Les seves últimes aparicions televisives han estat al programa Madrid Opina de Telemadrid (2007-2010); a El gato al agua d'Intereconomía TV (des del 2008); i al programa Espejo Público d'Antena 3 des del 2010.
Ha escrit nombrosos llibres entre els quals destaquen alguns de viatges com són Viaje al desierto, Viaje al Mekong, Viaje al otro Brasil (publicat el 2002), o la crònica dels seus dies com a corresponsal de guerra: ¡Sálvese quien pueda! (del 2003).

## Carrera política
Ideològicament s'identifica amb el socialisme democràtic i durant la Transició va ser Secretari General del Partit Socialista Popular Català (PSPC), una branca del Partido Socialista Popular (PSP). Quan el PSP es va incorporar al PSOE es va afiliar a aquest partit que, posteriorment, va abandonar a principis de la dècada dels 90, rebutjant els escàndols que van afectar el Govern socialista del moment i mantenint les seves idees sense afiliar-se a cap altre partit.
Fa anys que és cònsol honorari de la República del Txad a Espanya, país que li va atorgar una condecoració. Aquesta condició li va permetre dur a terme un paper decisiu a l'alliberament dels tripulants detinguts a aquell país pel cas de l'ONG El Arca de Zoé al novembre de 2007.
La dècada de 2010 va donar suport a Ciutadans i va intervenir en diferents actes de la formació liderada per Albert Rivera i tancant la llista del partit per Barcelona per a les eleccions al Parlament de Catalunya de 2012. El 2014 va ser cap de llista del partit a les eleccions al Parlament Europeu, després de concórrer a les primàries d'aquest partit entre el 20 i 22 de febrer del mateix any. En aquestes eleccions Ciutadans va aconseguir el dos eurodiputats (3,16% dels vots) a Espanya i Nart va ser escollit eurodiputat, juntament amb Joan Carles Girauta. El setembre de 2019, a causa de discrepàncies amb la direcció del partit, va abandonar-ne l'executiva, i es va donar de baixa de Ciutadans, tot i que va mantenir l'escó d'eurodiputat.

## Obra publicada
- Viaje al otro Brasil: del Mato Grosso a la Amazonia y al nordeste Atlántico. (2002)
- ¡Sálvese quien pueda! Mis historias e histerias de guerra. (2003)
- Guerrilleros. El pueblo español en armas contra Napoleón, 1808-1814. (2007)
- Viaje al Mekong. Cabalgando el dragón por Tailandia, Laos, Camboya y Vietnam. (2007)
- Viaje al desierto: de Kano a El Cairo. (2007)

## Polèmiques
Javier Nart ha reconegut haver rebut per error 31.000 € al seu compte en un banc suís de Fèlix Millet, motiu pel qual va ser relacionat amb el Cas Millet.